# Eneremius pallidus
Eneremius pallidus är en insektsart som beskrevs av Vitaly Michailovitsh Dirsh 1956. Eneremius pallidus ingår i släktet Eneremius och familjen Lithidiidae. Inga underarter finns listade i Catalogue of Life.